# Giao (cây)
Cây Kim Dao hay Cây xương khô hay san hô xanh, xương cá, (danh pháp hai phần: Euphorbia tirucalli) là một loài thực vật có hoa trong họ Đại kích thuộc họ thầu dầu Euphorbiaceae. Loài này được L. mô tả khoa học đầu tiên năm 1753.
Cây mọc hoang nhiều nơi, ở thôn quê cây có thể dùng làm hàng rào. Công dụng chủ yếu là làm bài thuốc chữa bệnh viêm xoang
Khu vực phân bố
Là một loại cây dùng làm cảnh, cây kim dao được trồng hầu hết ở các tỉnh thành trên cả nước.
Mô tả hình dáng
Cây thường cao từ 1 đến 1,5 m, là cây thuộc hộ xương rồng, kim giao không có gai, cây có nhiều nhánh nhỏ như hình những chiếc đũa gắn lại với nhau nhìn rất giống xương cá nên còn gọi là cây xương cá, cây có rất nhiều nhựa trắng.

## Công dụng, cách dùng cây dao (Cây kim dao) làm thuốc
Cây dao có vị chua, tính sát trùng, khử phong, tiêu viêm, giải ngứa. Nhựa cây (hơi độc) có tính sát trùng mạnh, nên thường chỉ dùng để bôi ngoài da chứ không dùng để uống. Sau đây là một số tác dụng của cây dao:
- Tác dụng điều trị viêm xoang Lưu ý: phải đeo mắt kiếng kiểu kiếng bơi để bảo vệ mắt vì hơi xông lên gây viêm mắt, có thể dẫn tới mờ mắt. Nên bắt đầu xông ngay khi vừa bốc hơi, để tận dụng lúc chất mủ còn đậm đặc sẽ đạt hiệu quả nhanh. Vì hơi xông ra rất nóng, nên ta có thể hít một lát, đến khi thấy nóng quá thì quay mặt ra thở bên ngoài, rồi lại quay vào xông tiếp. Nên linh động làm sao để xông một cách thoải mái là được. Bình thường, chỉ sau từ 2 - 3 hoặc 4 lần xông sẽ thấy thuyên giảm rõ. Không nên xông trị viêm xoang cho phụ nữ đang có thai.
- Tác dụng điều trị mụn cóc
- Tác dụng điều trị ghẻ lở hắc lào

## Dược tính
Toàn cây dao có vị cay, hơi chua, tính mát, hơi có độc, có tác dụng thúc sữa, sát trùng, khử phong, tiêu viêm, giải độ

## Hình ảnh

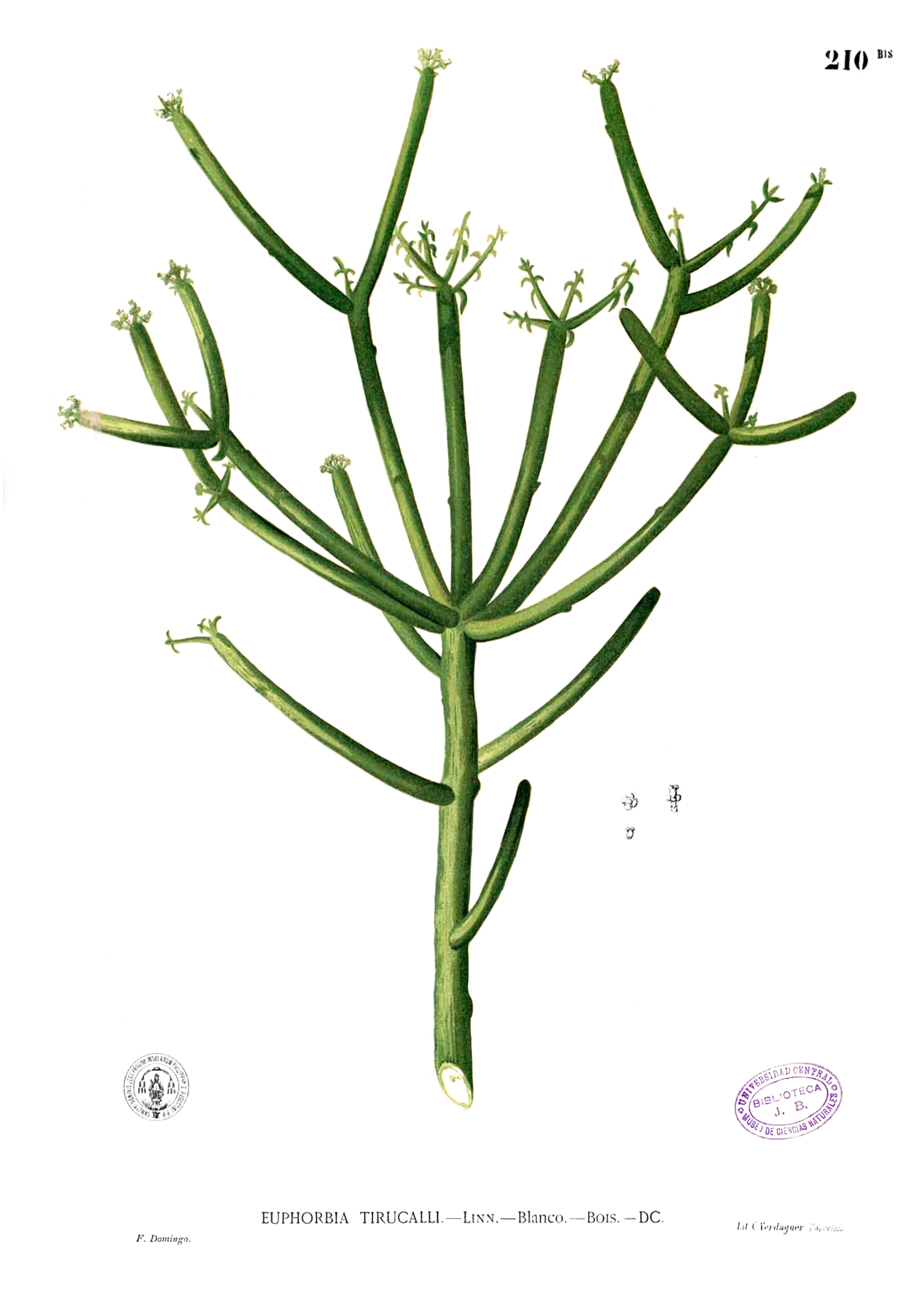
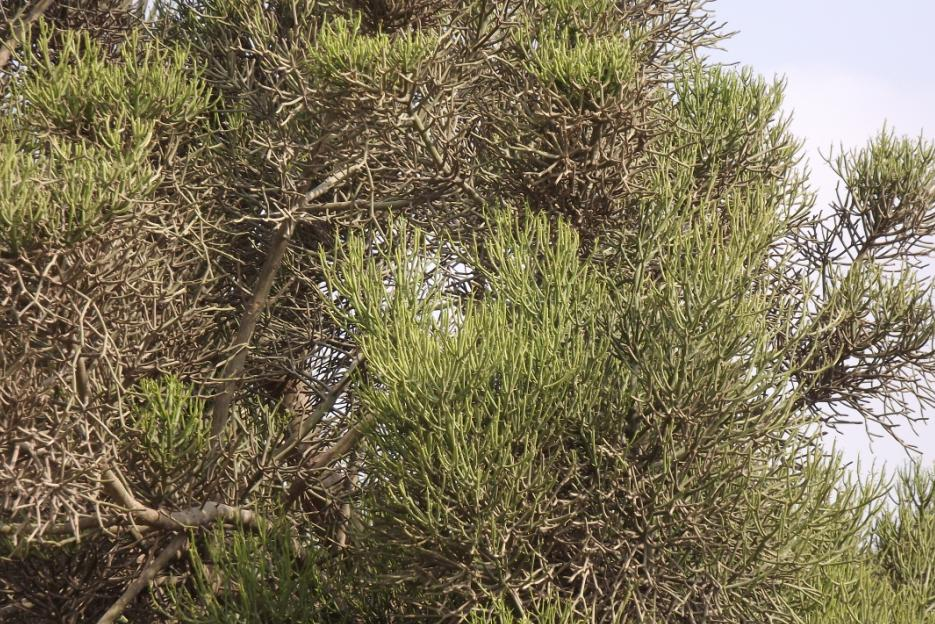
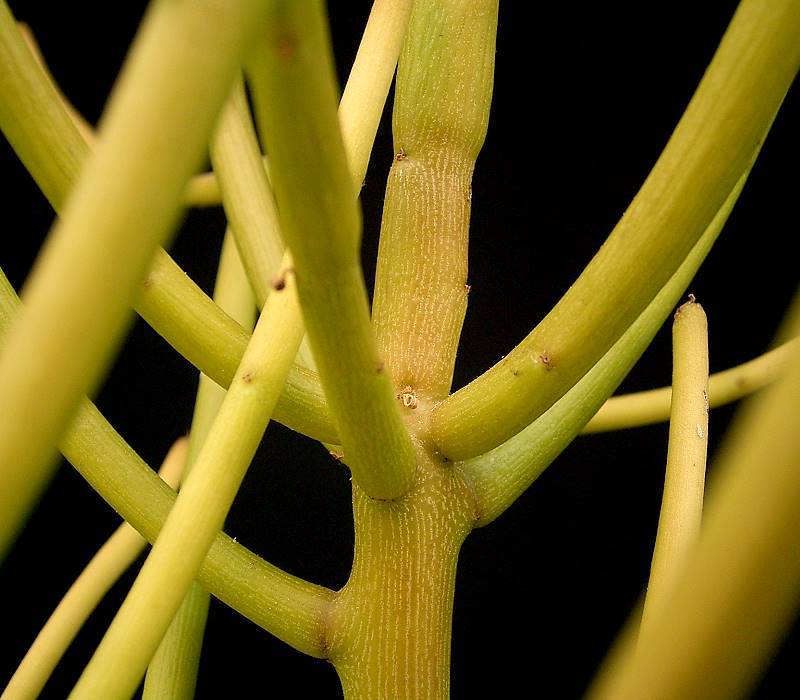
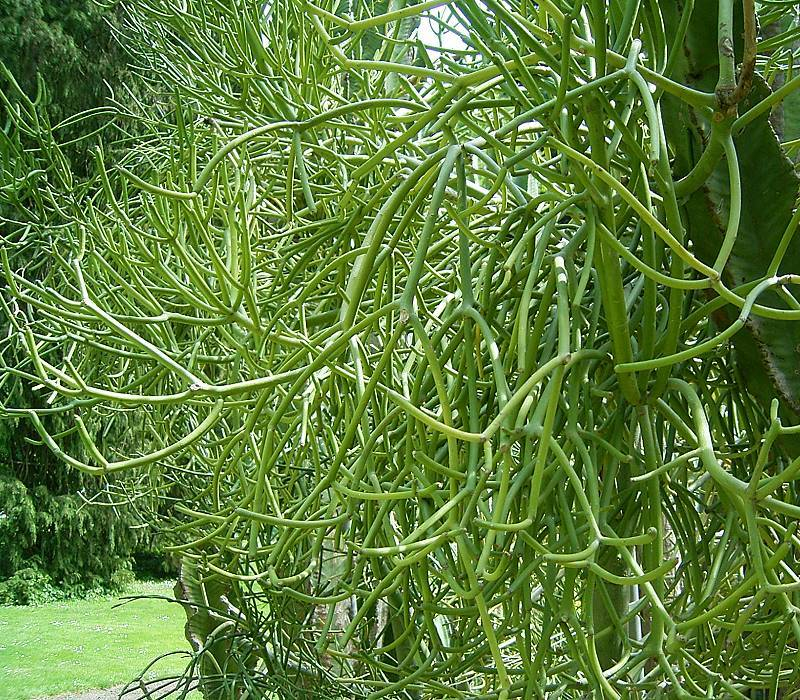